# Comité ecclésiastique
Le comité ecclésiastique était un organe central de la Révolution française dont la mission était la transformation du statut de l’Église et du clergé. Il a  joué un rôle-clé dans la sécularisation de la société française et la mise en place d’un nouveau cadre religieux conforme aux principes révolutionnaires.

## Création et mission principale
Le comité a été institué par l'Assemblée constituante française à la suite de la nuit du 4 août 1789 où fut décidée la suppression des privilèges féodaux. Il s’agissait d’un groupe de députés spécialement chargés d’étudier et de proposer des mesures concernant la réorganisation de l'Église et la gestion de ses biens, dans un contexte où l'Assemblée venait d’abolir la dîme et devait trouver de nouveaux moyens pour financer le culte et les œuvres sociales traditionnellement assurées par l’Église. Le comité devait « préparer le travail sur les affaires du clergé ».

## Nomination des membres du comité
Le 20 août 1789, 15 membres sont nommés :
- François de Bonal,évêque de Clermont et président du Comité
- Charles-Léon, marquis de Bouthillier-Chavigny
- Pierre Etienne Despatys de Courteilles
- Abbé François-Henri-Christophe Grandin, curé d'Ernée
- Abbé Luc-Francois  de Lalande
- Jean-Denis Lanjuinais
- Anne-Louis-François-de-Paule Le Fèvre d'Ormesson de Noyseau
- Pierre-Toussaint Durand de Maillane
- Jerome Legrand
- Louis-Simon Martineau
- Marie-Charles-Isidore de Mercy, évêque de Luçon
- Anne Louis Christian de Montmorency
- Étienne François Sallé de Chou
- Jean-Baptiste Treilhard
- Abbé Suzain Gilles Vaneau, recteur d'Orgères

Désœuvré, dans un premier temps, « Ce n'est qu'à l'époque du décret rendu le 2 novembre 1789, […] que le comité ecclésiastique s'est vu en état d'agir pour remplir les divers objets de son établissement »". C'est donc la nationalisation des biens du clergé qui est le fondement de l'action du Comité. Mais, derrière l'évêque de Clermont une partie des membres s'oppose à l'application du décret et bloque le travail du Comité ce que leur reproche Durand de Maillane : « C'est depuis longtemps un parti pris par les évêques et leurs adhérents, de combattre par tous les moyens et sous tous les prétextes, tant l'Assemblée Nationale, que tous ses décrets, sans excepter ceux auxquels ils ont participé »". Il demande donc à l'Assemblée le doublement du nombre des membres. Le 7 février 1790, les 15 nouveaux élus sont :
- Christophe Antoine Gerle, dit Dom Gerle, Chartreux
- Achille Pierre Dionis du Séjour
- François-Xavier-Marc-Antoine de Montesquiou-Fézensac
- Louis-Marie Guillaume
- Benjamin-Léonor-Louis Frotier de La Coste-Messelière
- Pierre Samuel du Pont de Nemours
- Jean-Baptiste Massieu
- Louis-Alexandre Expilly de La Poipe
- Charles-Antoine Chasset
- Abbé Jean-Gaspard Gassendi
- François Louis Le Grand de Boislandry
- Jacques Defermon
- Dom Pierre-Jean Le Breton
- Jean-Louis Lapoule
- Abbé Anne-Alexandre-Marie Thibault

## Le rapport Martineau
C'est au nom du comité ecclésiastique que, le 21 avril 1790, Louis-Simon Martineau propose dans un rapport la trame d'une réforme de l'organisation ecclésiastique : une table rase des anciennes institutions, puisque que les chapitres cathédraux, comme les bénéfices sans charge d'âmes, sont supprimés, les diocèses et paroisses sont profondément remaniés, sur la base d'un diocèse par département, et d'une restructuration projetée des paroisses. Les curés, comme les évêques, seront désormais élus par les corps électoraux locaux, à charge pour les premiers de recevoir de l'évêque l'institution ecclésiastique, pour les seconds, qui ne la recevront plus du pape, de la solliciter de 10 évêques métropolitains. Les évêques s'entourent de vicaires épiscopaux, qu'ils choisissent, mais qui sont inamovibles. La Nation se charge de la rétribution du clergé : 1 200 livres par an pour les curés, les évêques recevant au moins 12 000 livres, et jusqu'à 50 000 pour le métropolitain de Paris. Dans de ce système, l'évêque nouvellement institué se contente d'adresser une lettre, en gage de d'unité de foi et de communion dans le sein de l'Église catholique.

## Le vote de la Constitution civile du clergé
Le 29 mai 1790, reconnaissant la nécessité de réformes, Jean de Boisgelin plaide l'incompétence de l'Assemblée sur des points qui ne sauraient être que du ressort d'un concile ou du pape, et exprime son hostilité à la suppression des chapitres, comme au principe électoral pour le recrutement des desservants. Ce à quoi les représentants de la tendance gallicane répondent qu'évitant de toucher au dogme, le souverain n'a de comptes à rendre à personne. Le 12 juillet 1790, l'ensemble du projet de Constitution civile du clergé est voté sans difficulté par l'Assemblée constituante de 1789.

## Archives
- Archives nationales, fonds D/XIX, inventaire Daumet et Celier : Comité ecclésiastique. Archives du comité Ecclésiastique (1789-1791)
- Archives nationales, F19, comité des cultes.
- Archives parlementaires de l'Assemblée nationale, 21 avril 1790, rapport de M. Martineau, au nom du comité ecclésiastique, sur la constitution du clergé, en annexe de la séance du 21 avril 1790 lire en ligne